# Feel So Close
«Feel So Close» es una canción realizada por el productor, DJ y cantante escocés Calvin Harris. Fue lanzada como el segundo sencillo incluido en su tercer álbum de estudio, 18 Months, editado en octubre de 2012. El sencillo fue lanzado el 19 de julio de 2011 en formato digital. Fue estrenado en el programa radial de Pete Tong emitido por BBC Radio 1 el 8 de julio de 2011. Hasta abril de 2012, «Feel So Close» había vendido más de un millón de descargas en Estados Unidos, según Nielsen SoundScan, convirtiéndose en el segundo sencillo en ingresar en este territorio, luego de ascender hasta la duodécima posición de la lista Billboard Hot 100, ya que en «We Found Love» de Rihanna (2011), figuró como artista colaborador.
Durante 2012, «Feel So Close» vendió 2 172 000 descargas en Estados Unidos, donde fue el tercer sencillo de música electrónica bailable más vendido durante el año, según Nielsen SoundScan.  Se escuchó por primera vez por muchos estadounidenses como la música para la rutina del iLuminate Team en Show final de America's Got Talent el 13 de septiembre de 2011. La canción fue incluida en el drama sobrenatural de CW The Secret Circle en el decimocuarto episodio de la primera temporada que se tituló "Valentine", y también en el cuarto episodio de la cuarta temporada de The Vampire Diaries en el mismo canal.

## Video musical
El video fue estrenado a través de su cuenta en VEVO el 14 de julio de 2011. Fue grabado en el Condado de Kern, California, en el desierto de dicha ciudad. El clip muestra a un grupo de adolescentes realizando diversas peripecias en su barrio y en una excursión al desierto. También participan un vaquero y su caballo, que aparecen en la portada del sencillo.

## Listado de canciones
| Descarga digital |                                        |          |  |
| N.º              | Título                                 | Duración |  |
| 1.               | «Feel So Close» (Radio Edit)           | 3:27     |  |
| 2.               | «Feel So Close» (Extended Mix)         | 5:33     |  |
| 3.               | «Feel So Close» (Nero Remix)           | 4:46     |  |
| 4.               | «Feel So Close» (Benny Benassi Remix)  | 5:22     |  |
| 5.               | «Feel So Close» (Dillon Francis Remix) | 5:14     |  |
| 6.               | «Feel So Close» (Nero Dub)             | 4:45     |  |
| 7.               | «Feel So Close» (Instrumental Mix)     | 3:29     |  |

## Posicionamiento en listas y certificaciones
| Lista (2011-13)                             | Mejor posición |
| ------------------------------------------- | -------------- |
| Australia (ARIA)                            | 7              |
| Bélgica (Flandes) (Ultratop 50)             | 25             |
| Bélgica (Valonia) (Ultratip Bubbling Under) | 3              |
| Brasil (Hot 100 Airplay)                    | 25             |
| Canadá (Hot 100)                            | 9              |
| Escocia (The Official Charts Company)       | 1              |
| Eslovaquia (Radio Top 100 Chart)            | 69             |
| España (Top 100 Canciones)                  | 11             |
| Estados Unidos (Billboard Hot 100)          | 12             |
| Estados Unidos (Pop Songs)                  | 8              |
| Estados Unidos (Hot Dance Club Songs)       | 33             |
| Estados Unidos (Adult Top 40)               | 28             |
| Euro Digital Songs                          | 3              |
| Francia (SNEP)                              | 11             |
| Hungría (Single Top 20)                     | 12             |
| Irlanda (IRMA)                              | 2              |
| Nueva Zelanda (Recorded Music NZ)           | 5              |
| Países Bajos (Dutch Top 40)                 | 15             |
| Portugal (Portugal Digital Songs)           | 6              |
| Reino Unido (UK Singles Chart)              | 2              |
| Reino Unido (UK Dance Chart)                | 1              |
| República Checa (Radio Top 100 Chart)       | 77             |
| Rumania (Romanian Top 100)                  | 31             |
| Suiza (Schweizer Hitparade)                 | 57             |

| Lista (2011)                              | Posición |
| ----------------------------------------- | -------- |
| Australia (ARIA)                          | 46       |
| Nueva Zelanda (RIANZ)                     | 41       |
| Reino Unido (The Official Charts Company) | 46       |

| Lista (2012)                       | Posición |
| ---------------------------------- | -------- |
| Canadá (Canadian Hot 100)          | 24       |
| Estados Unidos (Billboard Hot 100) | 42       |
| Hungría (Rádiós Top 40)            | 65       |

| País           | Proveedor    | Certificación | Ref    |
| -------------- | ------------ | ------------- | ------ |
| Australia      | ARIA         | 4× Platino    | [ 35 ] |
| Canadá         | Music Canada | 3× Platino    | [ 36 ] |
| Estados Unidos | RIAA         | Platino       | [ 37 ] |
| Italia         | FIMI         | Oro           | [ 38 ] |
| Noruega        | IFPI Noruega | Oro           | [ 39 ] |
| Nueva Zelanda  | RIANZ        | Platino       | [ 40 ] |
| Reino Unido    | BPI          | Platino       | [ 41 ] |
| Suiza          | IFPI Suiza   | Oro           | [ 42 ] |

### Sucesión en listas
| Anterior: «Heaven» de Emeli Sandé                                | UK Dance Chart — Sencillo número uno 3 de septiembre de 2011 – 9 de septiembre de 2011          | Siguiente: «Stay Awake» de Example                                |
| Anterior: «Moves like Jagger» de Maroon 5 con Christina Aguilera | Scottish Singles Top 40 — Sencillo número uno 3 de septiembre de 2011 – 9 de septiembre de 2011 | Siguiente: «Moves like Jagger» de Maroon 5 con Christina Aguilera |